# Národní park Aberdare
Národní park Aberdare je národní park v centrální Keni. Leží asi 100 km severně od Nairobi. Jeho rozloha je 766 km², pokrývá a chrání pohoří Aberdare.
Nadmořská výška v parku se pohybuje od 2 100 do 4 300 m n. m. V různých nadmořských výškách existují různé vegetační zóny. Ve vyšších polohách se nachází bambusové lesy a rašeliniště pokrývající hřebeny hor a údolí řek.
Národní park Aberdare je jedním z hlavních zdrojů pitné vody pro hlavní město Nairobi.

## Výskyt zvířat v národním parku Aberdare
V národním parku Aberdare můžete pozorovat všechny zástupce tzv. Velké pětky, avšak leopardi a lvi jsou zde poměrně vzácní a vyskytují se spíše ve vyšších nadmořských výškách, kde je obtížné je zpozorovat. Buvoli a sloni se v parku běžně vyskytují a není obtížné na ně narazit. Na určitých místech je možnost uvidět i černého nosorožce.
V lese se můžete setkat s primáty, například s černobílými opicemi colobus. Les je domovem také řady antilop, prasete lesního a geneta.
Lesy a rašeliniště v parku Aberdare jsou domovem více než 200 druhů ptáků.

## Počasí v parku Aberdare
Počasí v parku Aberdare se liší podle nadmořské výšky. Teploty klesají o přibližně 6,5 °C na každých 1 000 výškových metrů. Vzhledem k blízkosti rovníku jsou teploty během roku poměrně stabilní.
Klima je spíše chladné a mlhavé, deště se mohou vyskytnout v libovolném období roku. Relativně sušší období panuje přibližně od června do září, ale i v tomto období občas zaprší.

## Historie národního parku
Oblast pohoří Aberdare objevil pro Evropany na konci devatenáctého století skotský průzkumník Joseph Thomson. Objevil v něm také vodopády, které byly později po něm pojmenovány.
V roce 1951 byl v oblasti Aberdare založen národní park.